# 囊舌兰属
囊舌兰属（学名：Saccolabium）是兰科下的一个属，为附生兰。该属共有6种，分布于东南亚。